# 김정윤 (권투인)
김정윤(金正允, 1910년~1930년 9월 1일)은 일제강점기의 권투 선수이다. 창씨개명식 이름은 고바야시 노부오(小林信夫). 김정연(金正淵)이라는 이름으로 표기된 경우도 있다.

## 약력
일제강점기 함경남도 원산부에서 태어남. 1928년 11월 프로 데뷔. 1929년 11월 메이지진구 체육대회 라이트급에서 우승해 제5대 일본 라이트급 챔피언. 1930년 4월에도 고바야시 에이지를 2회 TKO로 물리치고 제6대 일본 챔피언이 됨. 같은해 6월 24일 상하이에서 일본으로 건너온 조 사크라멘토(필리핀)에게 판정패해 타이틀을 잃음. 1930년 8월 29일 고시엔 테니스코트 특설링에서 보비 윌스(필리핀)과 경기에서 9회 TKO패. 직후에 의식을 잃었고, 다음날 입원함. 9월1일 사망. 한국과 일본을 통틀어 첫 링 사고. 오른손 복서. 전적은 12전 6승(2KO)4패2무.  전 일본 라이트급 챔피언.(두차례) 데이코쿠(帝國)권투회권도(拳道)사 소속.

## 같이 보기
- 이용식 (권투인)